# Bolinas (El Salvador)
Bolinas es un sitio arqueológico de la época precolombina, específicamente del período preclásico, ubicado en una finca de Chalchuapa, departamento de Santa Ana, El Salvador (13°58′N 89°40′O / 13.967, -89.667). Su descubrimiento más notable es la presencia de muñecas o figuras ceremoniales, que a partir de entonces se les denomina bolinas, y que también han sido halladas en otros del occidente salvadoreño (como San Isidro, Santa Leticia, Átaco o el valle de Zapotitán) llegando hasta sitios en el altiplano y el occidente de Guatemala (en sitios como Kaminaljuyú o Takalik Abaj respectivamente).

## Figurillas Bolinas

### Características
Las primeras figurillas tipo Bolinas bien documentadas fueron halladas en Kaminaljuyú en la décadas de 1940 y 1950, pero no serían definidas y nombradas hasta 1973 por el arqueólogo estadounidense Stanley Boggs.
Estas figuras son sólidas y están hechas de barro sólidas, y fueron elaboradas a finales del período preclásico medio (650 a. C. - 400 a. C.) hasta el preclásico tardío (400 a. C. - 200 d. C.). Su tamaño es pequeño, de unos pocos milímetros hasta más de 200 mm; en su mayoría representan a mujeres (raramente a hombres) de diversas edades que son mostradas de pie o sentadas con las piernas bien separadas. Een algunos casos, sobre todos las más  grandes, tienen partes (cabeza o miembros) articulables, capaces de girar a los lados.
Están hechas de una pasta de color crema claro o marrón rojizo, bien cocidas y alisadas o pulidas de manera uniforme. En la mayoría se encontraron restos de engobe blanco, naranja o de ambos colores, y algunas incluso tienen restos de pintura negra.
Sus rostros varían considerablemente, por lo general son achatados y sus caras tienen un contorno que va del triangular al redondo y en algunos casos notablemente rectangulares; y sus expresiones reflejan una amplia variedad de emociones, desde tristeza a alegría. La forma de sus narices varía de las aguileñas a las levemente respingadas. Mientras que los ojos pueden tener forma de hendiduras horizontales o hasta una forma rectangular, siendo probablemente hechos con perforaciones con algo similar a un estilete; debido a que por ello algunas presentan tres puntos en los ojos, Bruce Dahlin las catalogó como el grupo Álvarez tripuntuado (el cual Robert Sharer en su estudio de Chalchuapa en 1978 incluyó dentro del complejo Tat faceta temprana, fechándolo entre 350 a a 0).
La mayoría luce peinados que van desde sencillos moños, rizos o trenzas hasta peinados más elaborados; algunas están desnudas pero la mayoría lleva diversas ropas que cubren la parte inferior del cuerpo, dejando el pecho al descubierto. Asimismo, casi todas llevan algún tipo de joyería, como tobilleras, brazaletes, collares y orejeras (las que carecen de estas últimas presentan grandes agujeros en los lóbulos, quizás por la pérdida de ellas en el pasado al ser removibles). 

### Simbología
Para Boggs, por sus contextos cercano a plantaciones y por su estado físico, estas figurillas pueden representar la fertilidad de la tierra/mujer; sin embargo, esta definición encajaría bien en casos específicos como en Chalchuapa, ya que muchas de las figurillas completas encontradas en la finca Bolinas tienen un abdomen protuberante que muestra distintas etapas de embarazo y algunas portan a sus hijos en brazos. Por otro lado, Boggsvconsideró que por sus rasgos faciales y período de elaboración (finales del período preclásico medio) estas figutas denotan gran relación con la cultura olmeca.
En cambio, Szymanski y Prejs en su estudio de las figurillas Bolinas encontradas en San Isidro, consideran que estas figurillas eran parte de rituales relacionados con el títere, similares en forma y función a los teatros de títeres modernos. Por lo que algunas figurillas pudieron haber sido multipropósito, capaces de asumir diversas identidades mediante vestimentas intercambiables, mientras que otras pudieron haber tenido un diseño específico para cada rol.